# Donatus-Kapelle (Straß)

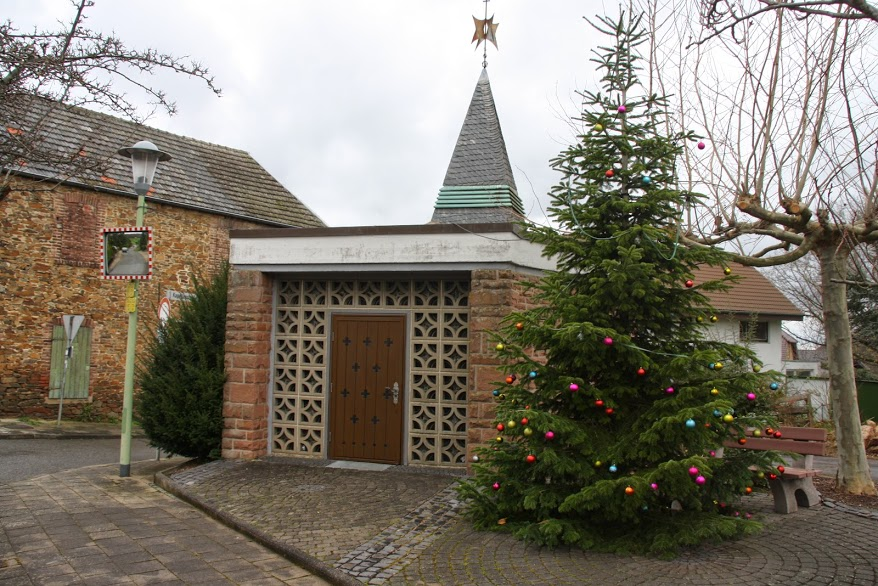
Donatus-Kapelle in Straß

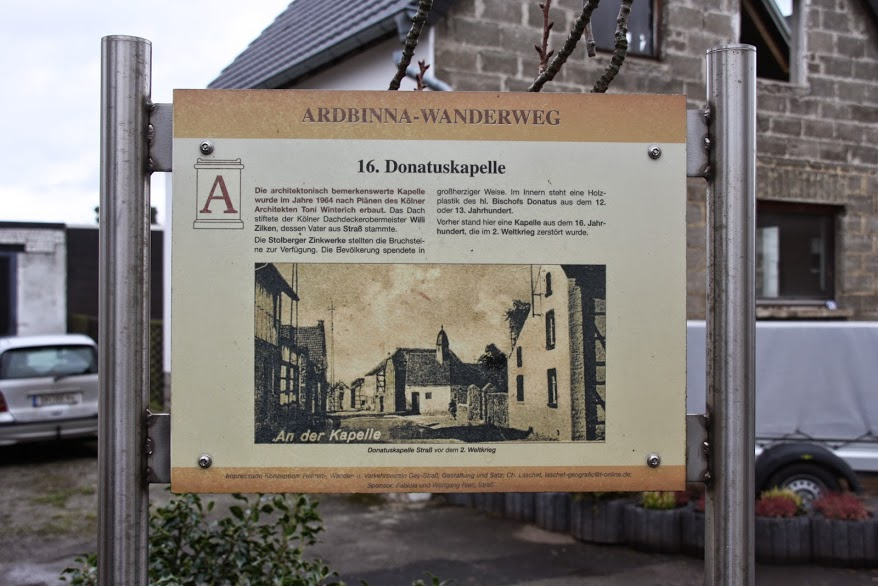
Tafel an der Donatus-Kapelle in Straß

Die römisch-katholische Donatus-Kapelle steht im Ortsteil Straß der Gemeinde Hürtgenwald im Kreis Düren (Nordrhein-Westfalen).
Im Zweiten Weltkrieg wurde die Kapelle aus dem 16. Jahrhundert völlig zerstört.

## Lage
Die Donatus-Kapelle steht in der Kapellenstraße, direkt an der Einmündung in die Maubacher Straße.

## Geschichte
Der 1928 geborene Kölner Architekt Toni Wichterich war als Frontkämpfer im Zweiten Weltkrieg im Hürtgenwald. Nach der Entlassung aus amerikanischer Kriegsgefangenschaft baute er 1958 in Schafberg, oberhalb von Straß, ein Wochenendhaus. Bei Dorfveranstaltungen wurde er gefragt, ob er einen Bilderstock für Straß planen könnte. Daraus wurde dann eine Kapelle. 
Das Bistum Aachen genehmigte die Planung, gab aber keine Gelder dazu. So musste das ganze Projekt mit geringen Eigenmitteln der Kirche bzw. in Eigenleistung erstellt werden. 

## Bauwerk
Das jetzige Bauwerk wurde im Jahre 1964 erbaut. Die neue, aus Sandsteinen gemauerte Kapelle ist dem hl. Donatus geweiht. Der Grundriss hat die Form eines Sechsecks. Das Flachdach des Kapellenraums wird von einem Turm mit Pyramidendach überragt. Das Dach und die Verschieferung des Türmchens stiftete der Kölner Dachdeckermeister Willi Zilken, dessen Vater aus Straß stammte. Ein weiterer Stifter waren die Stolberger Zinkwerke, die die Steine stifteten. Ein Bauunternehmer aus Untermaubach baute das Gotteshaus für einen Gotteslohn. Den Altar und die Kirchenbänke stiftete Toni Wichterich.
Fundamente und Bodenplatte wurden aus Beton gegossen. Das Ringmauerwerk besteht aus bossiertem roten Eifeler Sandstein. Der Ringbalken wurde aus Stahlbeton gefertigt, die Dachkonstruktion aus Holz. Die Dacheindeckung erfolgte mit Wärmedämmung und Flachdacheindichtung. Das Türmchen mit Schalung wurde mit Eifeler Schiefer verkleidet. Auf der Bodenplatte wurden Steinplatten verlegt. Die Wände wurden durch Maßwerksteine aus Beton verglast, wodurch eine natürliche Raumbeleuchtung möglich wurde. Die Eingangstür ist aus Eichenholz gefertigt.

## Innenraum
Innen steht eine Holzplastik des hl. Donatus aus dem 12. oder 13. Jahrhundert. Die Altarplatte ist ebenfalls aus Eifeler Sandstein gefertigt. Die Knie-Sitzbänke bestehen aus Buchenholz.